# بازگشت سه تفنگدار
بازگشت سه تفنگدار (به انگلیسی: The Return of the Musketeers) فیلمی محصول سال ۱۹۸۹ و به کارگردانی ریچارد لستر است. در این فیلم بازیگرانی همچون الیور رید، مایکل یورک، فرانک فینلی، ریچارد چمبرلین، سی توماس هوول، جرالدین چاپلین، کیم کاترال، فیلیپ نوآره، کریستوفر لی، روی کینیر، ژان-پیر کسل، آلن هاوارد، بیل پترسون، بیلی کانلی ایفای نقش کرده‌اند.
این فیلم، دنباله فیلم‌های سه تفنگدار و چهار تفنگدار است. این فیلم بر اساس رمان معروف بیست سال بعد اثر الکساندر دوما ساخته شده‌است.